# パウル・エールリヒ&ルートヴィヒ・ダルムシュテッター賞
パウル・エールリヒ&ルートヴィヒ・ダルムシュテッター賞（ドイツ語: Paul-Ehrlich-und-Ludwig-Darmstaedter-Preis）はドイツの医学の賞。免疫学、がん研究、血液学、微生物学、実験的および臨床的化学療法の分野を受賞対象としている。
1952年パウル・エールリヒ財団によって設立され、授賞式は毎年、パウル・エールリヒの誕生日である3月14日にフランクフルト・アム・マインの聖パウル教会で行われる。ロベルト・コッホ賞に並び、同国の医学における最高栄誉賞に数えられる。現在の賞金は100,000ユーロ。

## 受賞者
- 1952年 - Gerhard Eißner, Wolf-Helmut Wagner
- 1953年 - アドルフ・ブーテナント
- 1954年 - エルンスト・ボリス・チェーン
- 1956年 - ゲルハルト・ドーマク
- 1958年 - リヒャルト・クーン
- 1960年 - Felix Haurowitz,
- 1961年 - Albert Hewett Coons, Günther Heymann, Örjan Ouchterlony, Jacques Oudin
- 1962年 - オットー・ワールブルク
- 1963年 - Helmut Holzer, Lothar Jaenicke, Detlev Kayser, Tullio Terranova
- 1964年 - Fritz Kauffmann
- 1965年 - Otto Lüderitz, Léon Le Minor, Ida Ørskov, Fritz Ørskov, Bruce Stocker
- 1966年 - ペイトン・ラウス
- 1967年 - Wilhelm Bernhard, レナート・ドゥルベッコ
- 1968年 - Walter Thomas James Morgan, Otto Westphal
- 1969年 - 二階堂溥(de), Anne-Marie Staub, Winifred M. Watkins
- 1970年 - エルンスト・ルスカ, Helmut Ruska
- 1971年 - アルベルト・クラウデ, Keith R. Porter, Fritiof S. Sjöstrand
- 1972年 - Denis Parsons Burkitt, Jan Waldenström
- 1973年 - Michael Anthony Epstein, 石坂公成, Dennis H. Wright
- 1974年 - James L. Gowans, ジャック・ミラー
- 1975年 - George B. Mackaness, Avrion Mitchison, Morten Simonsen
- 1976年 - Georges Barski, Boris Ephrussi
- 1977年 - Torbjörn Caspersson, ジョン・ガードン
- 1978年 - Ludwik Gross, Werner Schäfer
- 1979年 - Arnold Graffi, Otto Mühlbock, Wallace P. Rowe
- 1980年 - 秋葉朝一郎(de), 梅澤濱夫
- 1981年 - Stanley Falkow, 三橋進(de)
- 1982年 - ニールス・イェルネ
- 1983年 - ピーター・ドハーティー, Michael Potter,  ロルフ・ツィンカーナーゲル
- 1984年 - Piet Borst, George A. M. Cross
- 1985年 - Ernest Bueding, Louis H. Miller, Ruth Sonntag Nussenzweig
- 1986年 - Abner L. Notkins
- 1987年 - Jean-Francois Borel, Hugh O'Neill McDevitt, Felix Milgrom
- 1988年 - Peter K. Vogt
- 1989年 - Stuart A. Aaronson, Russell F. Doolittle, Thomas Graf
- 1990年 - R. John Collier, Alwin Max Pappenheimer, Jr.
- 1991年 - Rino Rappuoli, 宇井理生
- 1992年 - マンフレート・アイゲン
- 1993年 - フィリッパ・マラック, John W. Kappler, Harald von Boehmer
- 1994年 - Peter Howley, ハラルド・ツア・ハウゼン
- 1995年 - スタンリー・B・プルシナー
- 1996年 - パメラ・ビョークマン, Hans Georg Rammensee, ジャック・ストロミンジャー
- 1997年 - バリー・マーシャル, ロビン・ウォレン
- 1998年 - David P. Lane, アーノルド・J・レビン, バート・フォーゲルシュタイン
- 1999年 - ロバート・ギャロ
- 2000年 - ロバート・ホロビッツ, John F. R. Kerr
- 2001年 - Stephen C. Harrison, Michael G. Rossmann
- 2002年 - クレイグ・ヴェンター
- 2003年 - Richard A. Lerner, ピーター・シュルツ
- 2004年 - 麦徳華, Mark M. Davis
- 2005年 - イアン・ウィルムット
- 2006年 - クレイグ・メロー, アンドリュー・ファイアー
- 2007年 - アダ・ヨナス, Harry Noller
- 2008年 - Tim Mosmann
- 2009年 - エリザベス・H・ブラックバーン, キャロル・W・グライダー
- 2010年 - チャールズ・ディナレロ
- 2011年 - Cesare Montecucco
- 2012年 - Peter Walter
- 2013年 - メアリー＝クレア・キング
- 2014年 - Michael Reth
- 2015年 - ジェームズ・P・アリソン, カール・ジューン
- 2016年 - エマニュエル・シャルパンティエ, ジェニファー・ダウドナ
- 2017年 - ヤン・チャン, Patrick S. Moore
- 2018年 - Anthony Cerami, David Wallach
- 2019年 - フランツ＝ウルリッヒ・ハートル, Arthur Horwich
- 2020年 - 坂口志文
- 2021年 - Michael R. Silverman, ボニー・バスラー
- 2022年 - カリコー・カタリン、オズレム・テュレジ、ウール・シャヒン
- 2023年 - Frederick Alt, David G. Schatz
- 2024年 - Dennis Kasper
- 2025年 - Andrea Ablasser, Glen Barber, 陳志堅